# 삼중합점

지구상에 있는 주요 판의 모습. 해령은 빨강, 해구는 초록, 단층은 검정으로 칠해져 있으며 이 중 주요 삼중합점이 노랑 점으로 찍혀 있다.

삼중합점(Triple junction)은 세 판의 경계가 만나는 곳이다. 해령(R), 해구(T), 변환단층(F)으로 이루어진다.